# Occupation de la Pologne pendant la Seconde Guerre mondiale

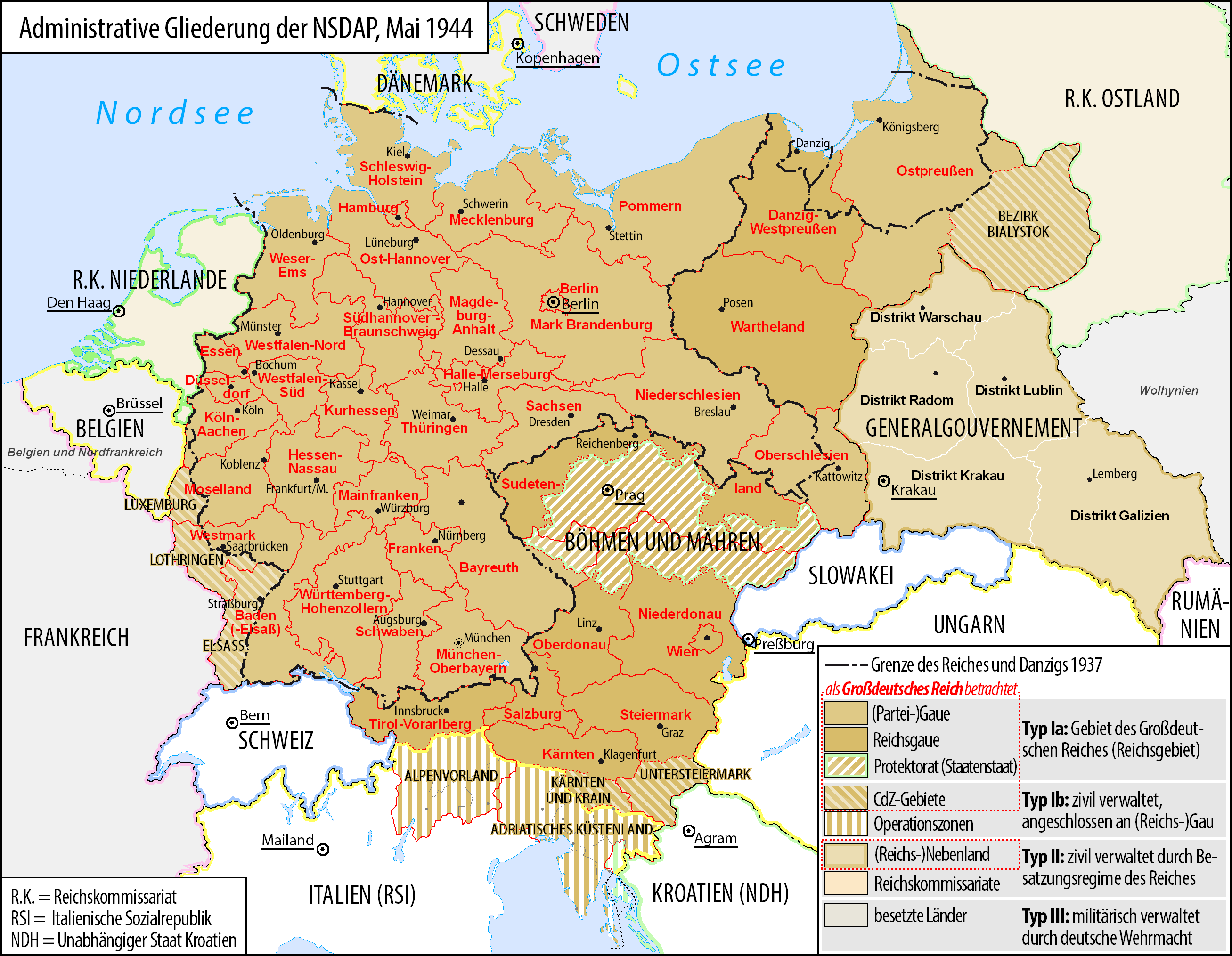
Carte des Gaue de l'Allemagne nazie et du Gouvernement général de Pologne en 1944 : on distingue les deux Reichsgaue polonais (le Wartheland et Danzig Westpreußen), ainsi que, à l'est, les cinq districts (Galicie, Cracovie, Lublin, Radom et Varsovie).

L'occupation de la Pologne par le Troisième Reich et l'Union des républiques socialistes soviétiques (URSS) pendant la Seconde Guerre mondiale (1939-1945) débute avec l'invasion germano-soviétique de la Pologne en septembre 1939 et se conclut officiellement par la défaite de l'Allemagne par les Alliés en mai 1945.

## Déroulement

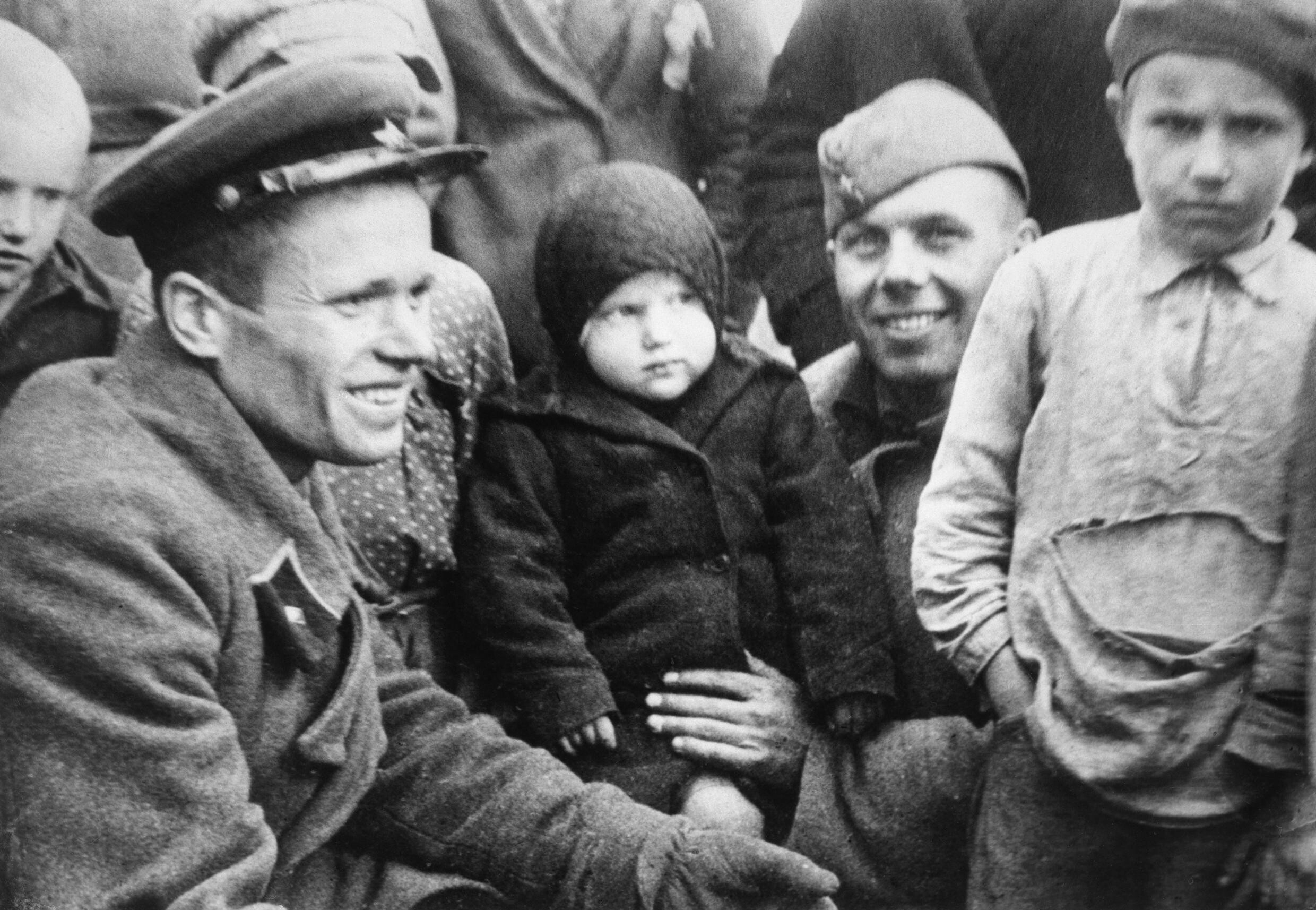
Lieutenant Y. Krivosheyev de l'Armée rouge et un soldat tentant de sympathiser avec des enfants du village de Kevly dans la partie polonaise occupée par les Soviétiques (8 octobre 1939).

À l'issue de la signature du Pacte germano-soviétique du 23 août 1939 et selon cet accord entre l'Allemagne nazie et l'Union soviétique, dirigée alors par Joseph Staline, les deux puissances attaquent conjointement la Pologne, l'Allemagne par l'ouest dès le 1er septembre et l'URSS par l'est à partir du 17 septembre.

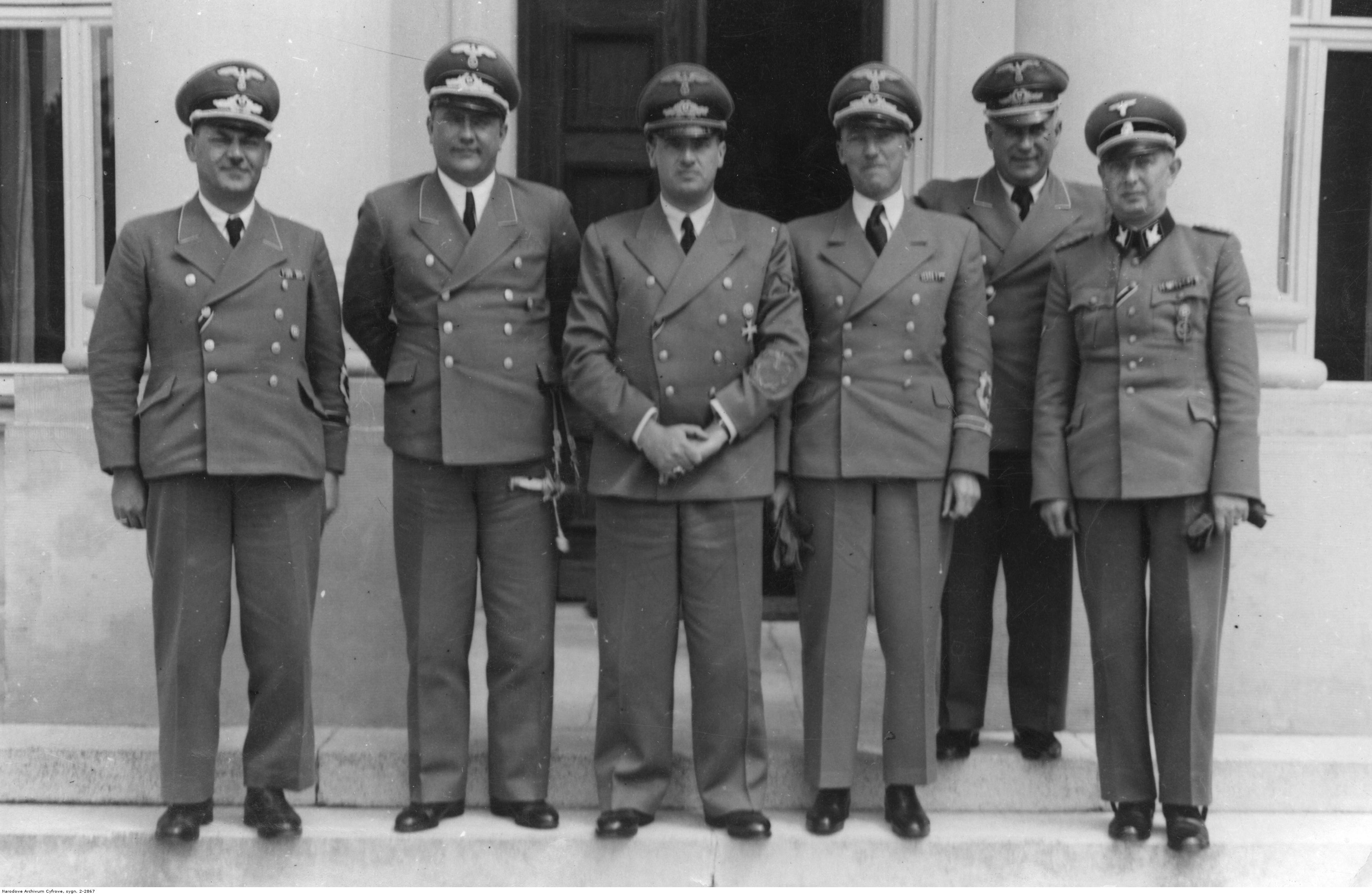
Hans Frank (au centre) et les cinq gouverneurs de district du Gouvernement général (Pologne centrale et orientale) en 1942, de gauche à droite : (Radom), Ludwig Fischer (Varsovie), Frank, Otto Wächter (Galicie), Ernst Zörner (Lublin),, général SS commandant des forces de police en Pologne occupée (Cracovie).

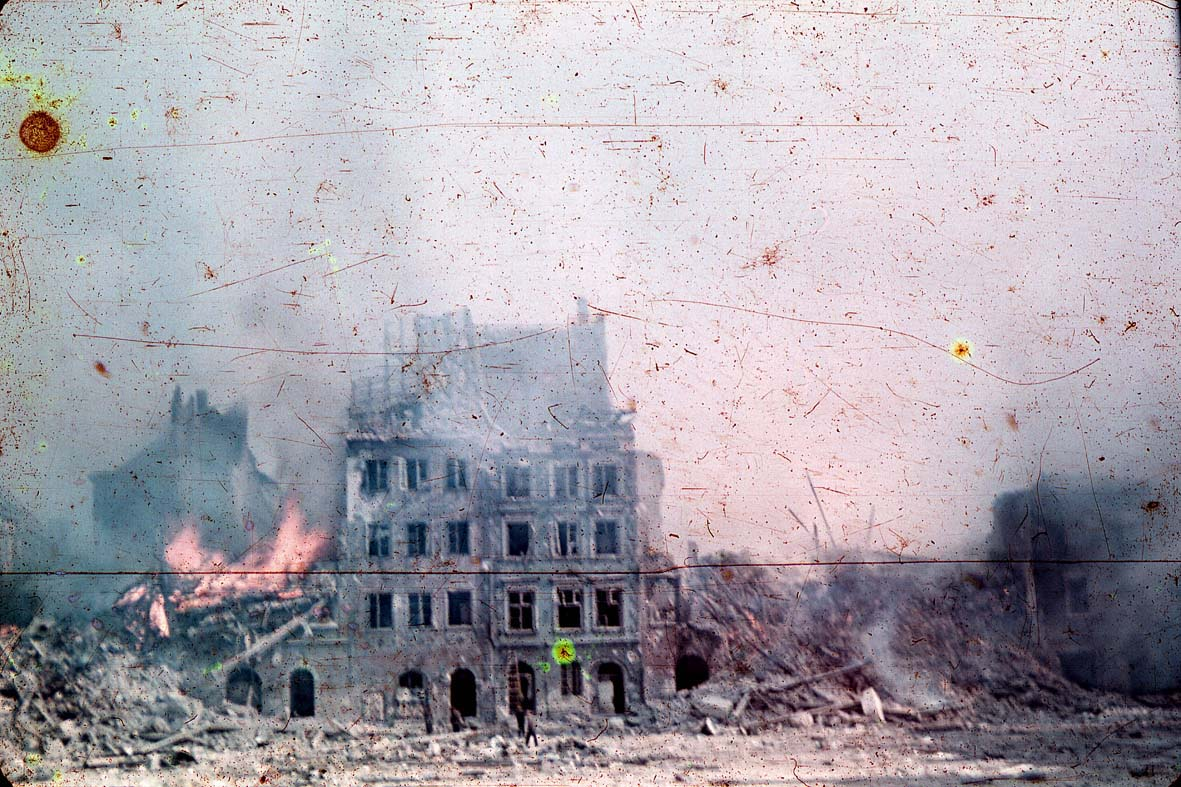
Une bâtisse en feu pendant l'insurrection de Varsovie en août 1944, sur la place du marché de la vieille ville de Varsovie.

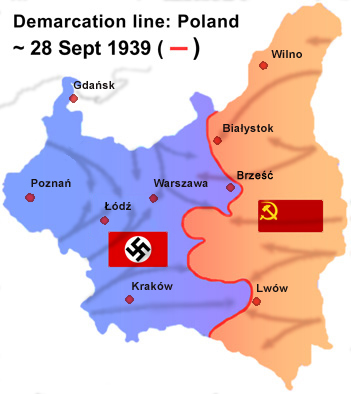
Démarcation du 28 septembre 1939.

À compter d'octobre 1939, après la cessation des combats par l'armée polonaise le 27 septembre, le territoire du pays est partagé entre les envahisseurs. Le but des deux puissances occupantes est d'éradiquer (en) la culture polonaise et de soumettre son peuple. En effet, elles ne souhaitent pas l’existence de la Pologne, recréée à compter de novembre 1918 en tant qu'État souverain. L'Allemagne annexe une partie de la Pologne occidentale et crée trois « territoires impériaux », considérés comme allemands et devant en conséquence être gérés comme les autres territoires allemands. Il s'agit des Reichsgaue de Danzig-Prusse occidentale (siège à Danzig), Wartheland (siège à Posen) et Auslandsorganisation der NSDAP (de) ; tous trois sont intégrés au Reich allemand et sont dirigés de fait par un gauleiter (gouverneur de district) et sont organisées les élections de 1939. Le reste du territoire qu'elle occupe prend le nom de Gouvernement général de Pologne et se trouve découpé en quatre districts : Cracovie, Lublin, Radom et Varsovie. Cette partie de la Pologne occupée est dirigée par le gouverneur général allemand Hans Frank, sur toute la durée de la guerre, de 1939 à 1945. Les districts sont placés chacun sous l'autorité d'un Gauleiter.
Après le 22 juin 1941, la zone orientale annexée par les Soviétiques en 1939 est envahie par l'Allemagne au cours de l'opération Barbarossa. Le district de Galicie, polonais jusqu'en septembre 1939, puis temporairement soviétique de 1939 à 1941, est alors incorporé au Gouvernement général qui compte désormais cinq districts de 1941 à 1944. 
À partir de l'année 1944, l'Armée rouge qui fait refluer les troupes allemandes depuis le début de l'année 1943 (depuis la victoire de Stalingrad notamment), parvient aux frontières du territoire polonais de 1939 et repousse progressivement les forces allemandes vers l'ouest de la Pologne.

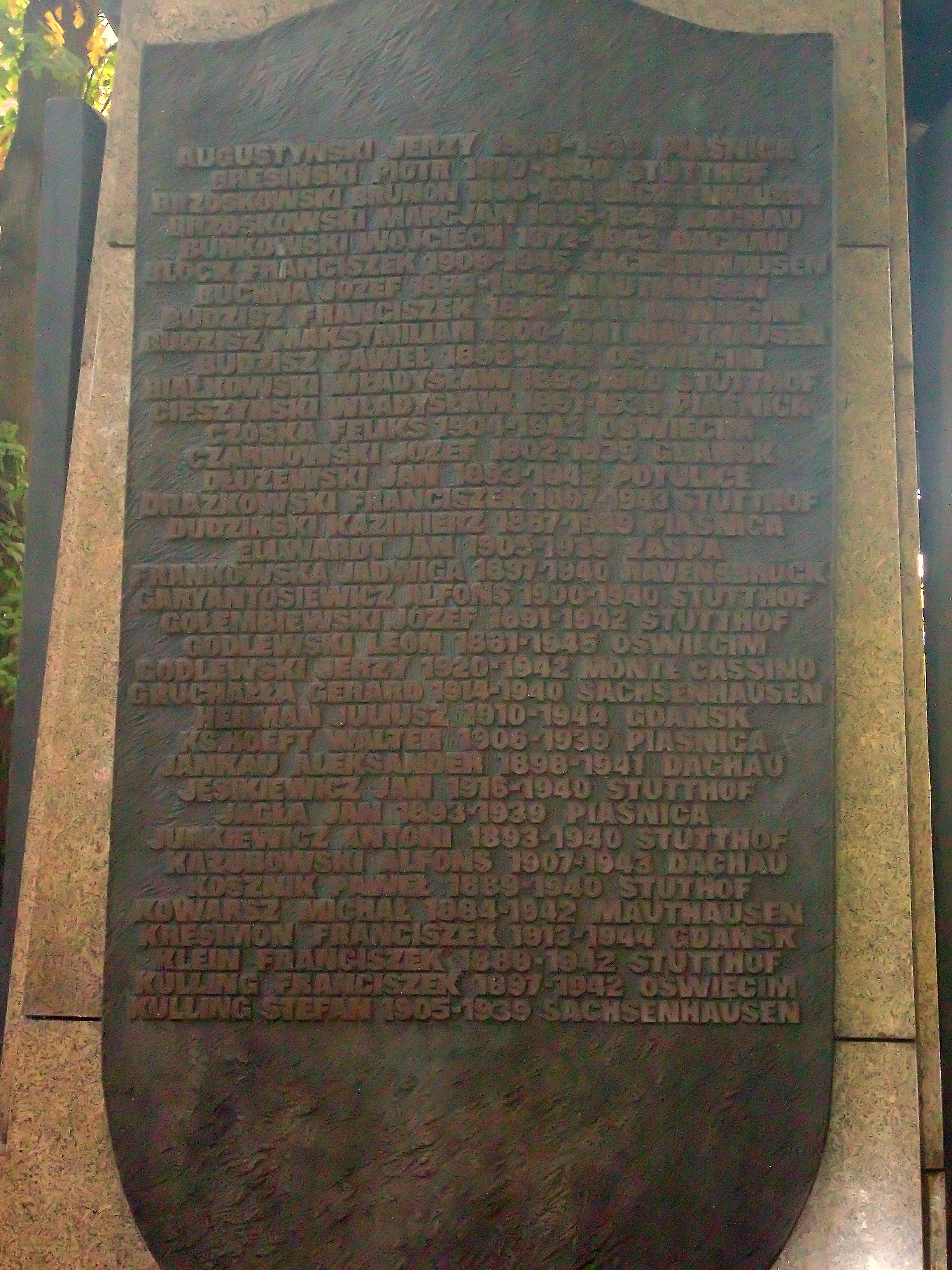
Mémorial pour les habitants de Sopot tués durant la Seconde Guerre mondiale.

Environ six millions de citoyens polonais, sur une population totale recensée d'environ 32 millions d'habitants[source insuffisante], sont morts entre 1939 et 1945 des suites de l'occupation allemande. La moitié était des Juifs polonais. Plus de 90 % du nombre de morts est imputable à des pertes civiles, lors des déportations, des exécutions sommaires et de la famine organisée par les Allemands, les denrées étant réquisitionnées afin d'être transférées en Allemagne ou pour soutenir les besoins de l'armée allemande sur le front de l'Est[réf. nécessaire].